# Arpiar Aslanian
Pour les articles homonymes, voir Aslanian.
Arpiar Aslanian (arménien : Արփիար Ասլանեան), né le 16 décembre 1895 à Etchmiadzin et mort le 15 février 1945 au camp de concentration de Dora, est un avocat, militant et résistant communiste arménien, mari de Louisa Aslanian.

## Biographie

### Jeunesse et débuts

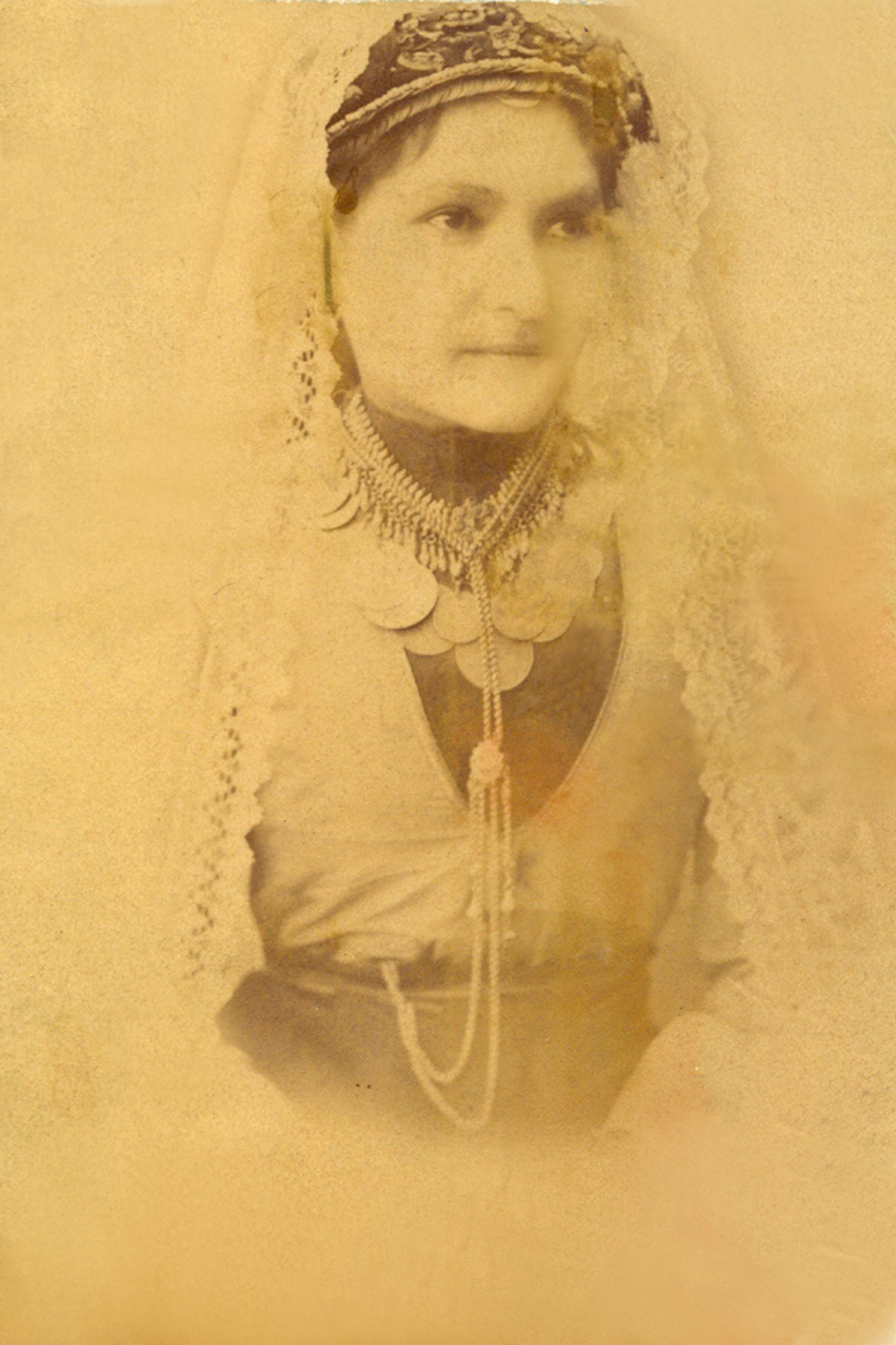
Varvara Aslanian, la mère d'Arpiar Aslanian.

Arpiar Aslanian naît le 16 décembre 1895 à Etchmiadzin (Arménie russe). Il est le fils de Lévon et Varvara Aslanian, et a un frère aîné, Derenik, ainsi qu’une sœur, Arpik. Son père est un principal d'école et employé à Sainte-Etchmiadzin, ayant pour rôle de s'occuper des collections de la bibliothèque.
Arpiar Aslanian poursuit des études juridiques en Russie et devient avocat.
Il est membre de la Fédération révolutionnaire arménienne. Avec l'invasion de l'Arménie par l'Armée rouge et la soviétisation du pays, il fuit l'Arménie russe pour éviter la persécution des bolcheviks et s'installe à Tabriz, où il se marie en 1923 à Louisa Krikorian, de plus de 10 ans sa cadette.

### Vie en France

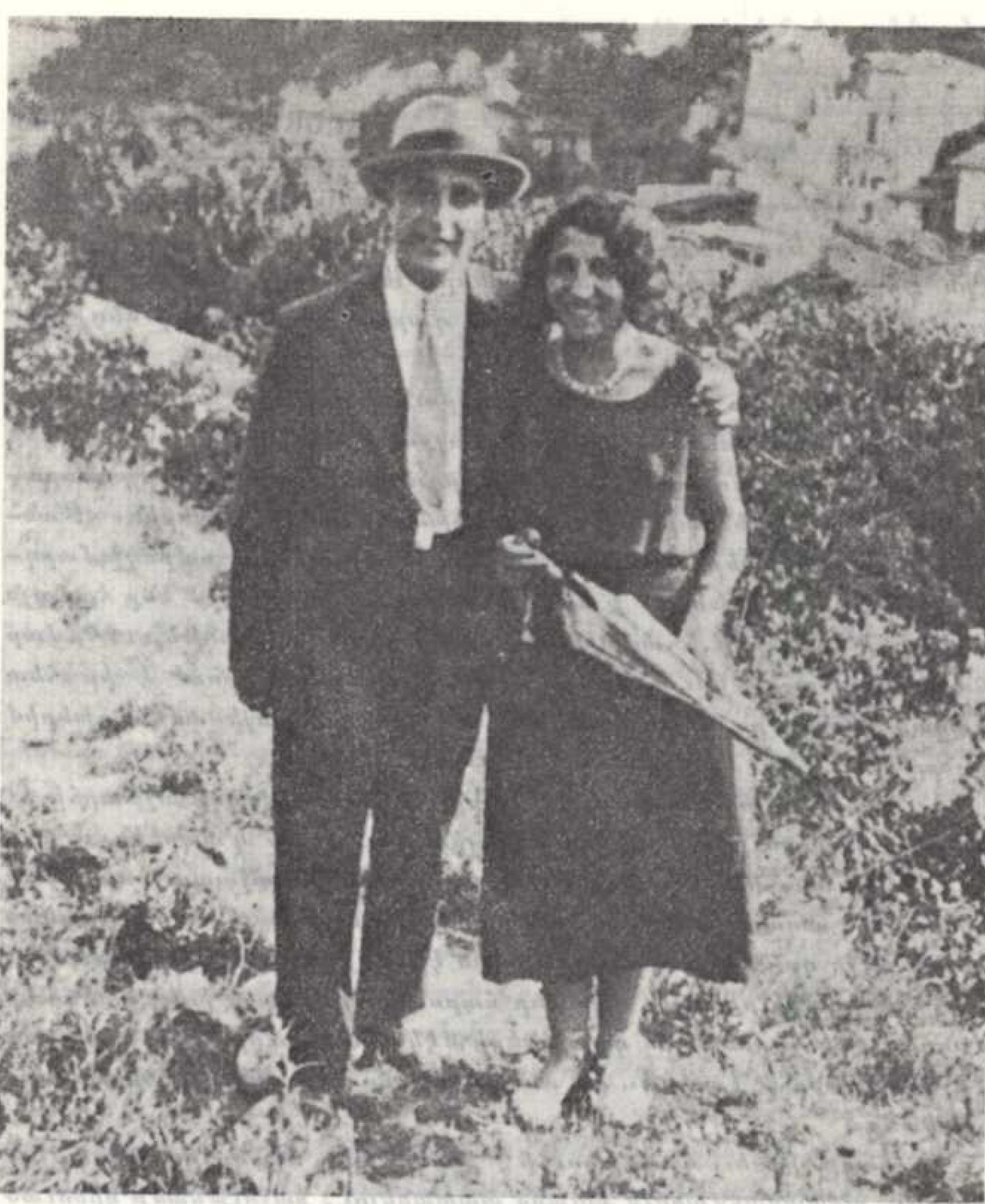
Louisa et Arpiar Aslanian en France.

En 1923, le couple s'installe à Paris, et emmène avec eux Maria, la mère de sa femme, et Archalouïs, la sœur de cette dernière. Dans la capitale parisienne, Arpiar Aslanian est forcé de changer de carrière en devenant ouvrier car son diplôme d'avocat ne lui permet pas d'exercer en France.
En 1936, il rencontre Diran Vosguiritchian et ils deviennent amis.
En 1940, il rejoint le Parti communiste français.

### Dans la résistance
Avec l'occupation de la France par les nazis, les Aslanian rejoignent la Résistance intérieure française en 1940. Ils travaillent alors dans une maison d'édition clandestine et s'occupent de faire passer des armes aux résistants ; Louisa est de plus recruteuse chez les FTP. Arpiar est membre du Travail allemand.
Ils sont en relation avec d'autres militants et résistants d'origine arménienne, parmi eux Missak Manouchian, Mélinée Manouchian, Arpen Tavitian, Diran Vosguiritchian, Henri Karayan, Haik Tbirian ou encore Shag Taturian. À cette époque, les Aslanian enseignent les mathématiques et les échecs au jeune Charles Aznavour.

### Arrestation et mort
Le 26 juillet 1944, les nazis procèdent à l'arrestation d'Arpiar à son magasin, l'emmènent à son domicile rue d'Aix et y procèdent à l'arrestation de Louisa sous les yeux de leur famille et de leurs voisins. Le couple est incarcéré à la prison de Fresnes.
Le 15 août 1944, ils sont envoyés de Toulouse à Buchenwald. Arpiar est ensuite transféré au camp de concentration de Dora et Louisa à celui de Ravensbrück.
Le 15 février 1945, Arpiar Aslanian perd la vie à Dora. Sa femme meurt à Ravensbrück deux semaines plus tôt, le 30 janvier.

## Œuvre
Arpiar Aslanian serait l'auteur d'un certain nombre d'écrits et de traductions, mais une partie de son œuvre a semble-t-il été détruite ou perdue avec son arrestation.